# ؈
Pour les articles homonymes, voir Ray.
؈, appelé ray (en arabe نصف القطر, littéralement « demi diamètre », aussi abbrévié نق) est un symbole utilisé en géométrie en arabe pour le rayon.
Son caractère Unicode est 0608.